# Hornell (New York)
Hornell je grad u američkoj saveznoj državi New York. Prema popisu stanovništva iz 2010. u njemu je živjelo 8.563 stanovnika.